# Wiek Röling

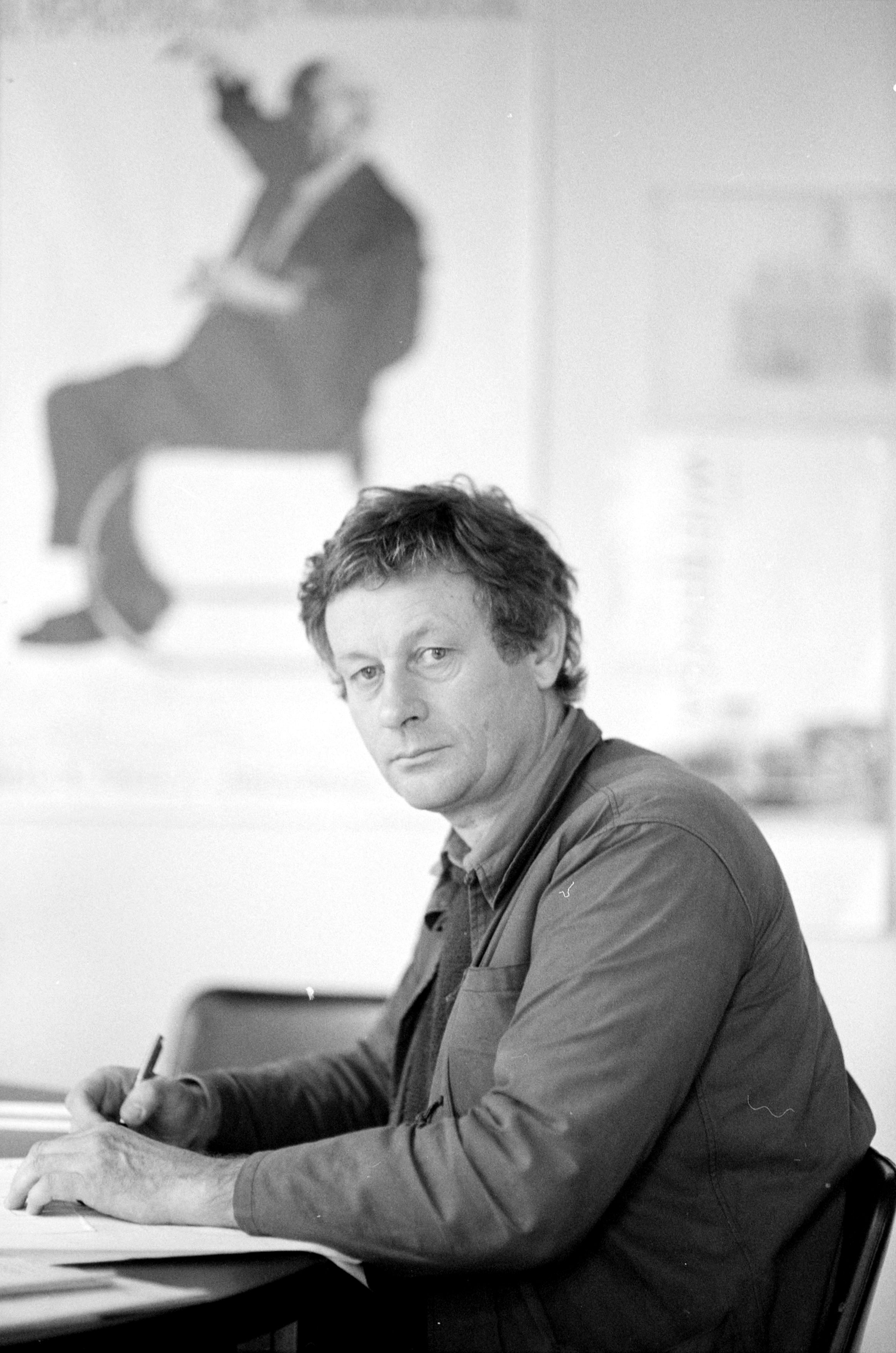
Wiek Röling in Haarlem, 1987

Louis Cornelis Lambertus Willenm (Wiek) Röling (Utrecht, 20 juni 1936 – Haarlem, 14 juli 2011) was een Nederlandse architect. 

## Persoonlijk
Hij was een zoon van de rechtsgeleerde Bert Röling en Louise Henriette Sloth Blaauboer. Broer Matthijs Röling werd kunstschilder, Jet Röling musicus en broer Hugo Röling publicist. Röling was tussen 1978 en 1984 getrouwd met Christien Brinkgreve. Hij kreeg later in Marijke Don een partner voor het leven; na Wieks dood spande zij zich in voor behoud van zijn werk (Stichting Wiek Röling).

## Leven
Het had weinig gescheeld of Wiek was musicus geworden, net als zijn zuster Jet Röling. Toen na de middelbare school een keus gemaakt moest worden tussen muziek en bouw, stelde hij die keus uit door vervroegd in militaire dienst te gaan. Na die periode ging hij studeren aan de TU Delft. Hij kreeg er te maken met Jaap Bakema, Jo van den Broek, Gerrit Rietveld en Herman Hertzberger. Hij maakte de studie niet (het duurde hem te lang) en ging als werken voor de woningdienst van de Publieke Werken van Amsterdam. In 1969 studeerde hij dan toch nog af onder Bakema. Zijn  afstudeerproject was de markt op het Waterlooplein. Al vanaf 1960 schreef hij in kranten en bladen artikelen over de nieuwe architectuur, die niet altijd bij hem in goede aarde viel. 
In 1970 solliciteerde hij voor de functie van stadsarchitect van Haarlem. Hij was zich bewust dat de geleverde kritiek op de architectuur een aanstelling wellicht in de weg zou zitten. Dat hij had gesolliciteerd op aandringen van de vertrekkende stadsarchitect Nico Andriessen hielp dan wel weer. Van 1970 tot 1988 was hij aldus stadsarchitect van Haarlem.
Tussen 1988 en 2001 was hoogleraar architectuur aan de TU Delft.
In Haarlem ontwierp Röling onder meer de muziekkoepel in de Haarlemmerhout en de hangende tuinen in Schalkwijk. Samen met de architect Jan Bernard maakte hij het ontwerp voor de nieuwe inrichting van de Verweyhal.

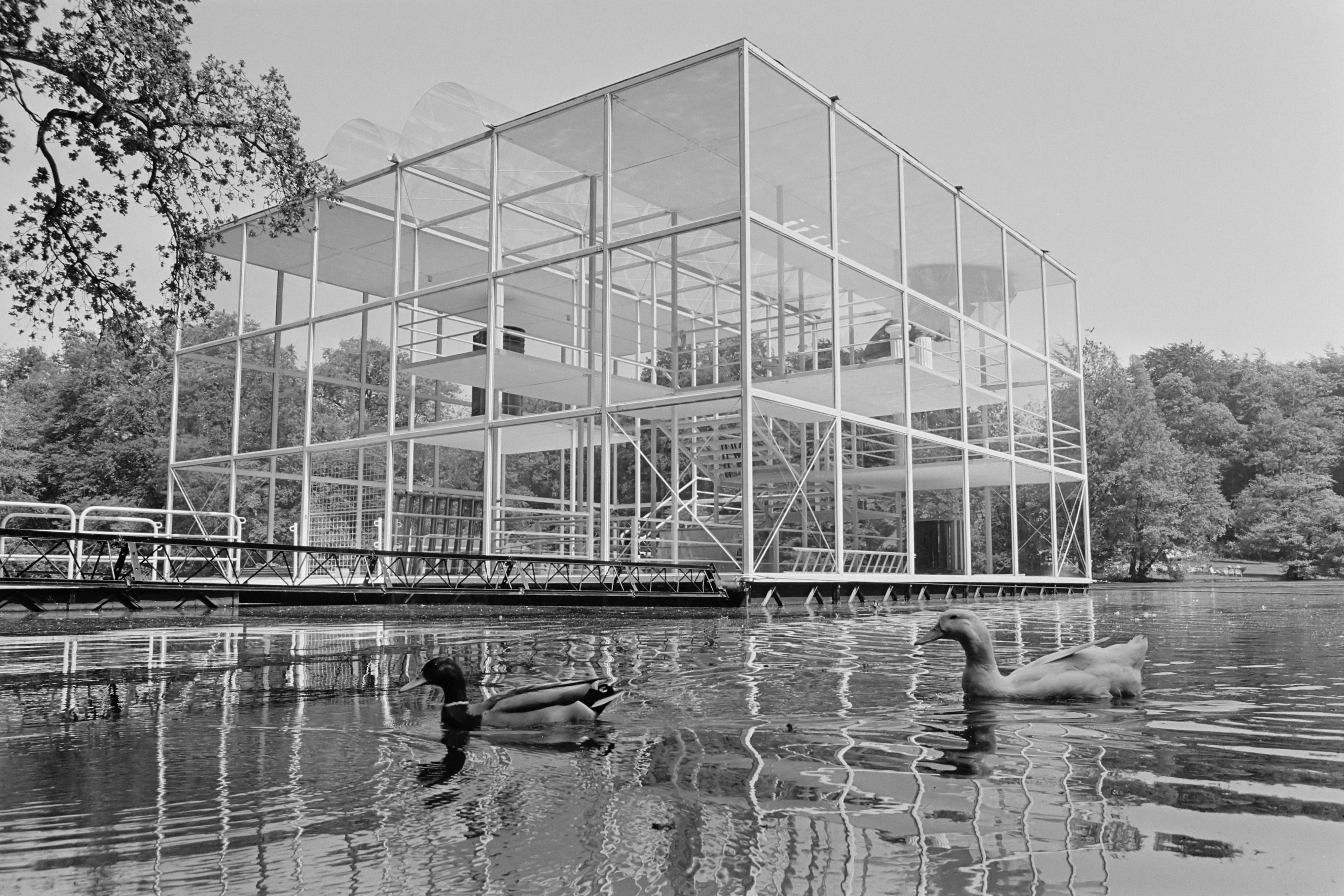
Drijvend Beeldenpaviljoen van Wiek Röling (1986)

Zijn volgens velen mooiste gebouw ontwierp hij voor Sonsbeek 1986 in Arnhem: het drijvende beeldenpaviljoen. Hij was een groot pleitbezorger van het behoud en gebruik van historische gebouwen in de steden, en in 2007 ging hij in opdracht van de gemeente Dordrecht nog aan de slag als supervisor van het  Hofkwartier om de kwaliteit van dit stadsgebied te bewaken.
Al voor zijn dood had Röling plannen om zijn Sonsbeekse beeldenpaviljoen op een geschikte plaats te laten herbouwen. Na zijn overlijden heeft de Stichting 'Beeldenpaviljoen Wiek Röling' de uitvoering van die plannen op zich genomen.